# Minamata (película)
Minamata es una película de drama de 2022 dirigida por Andrew Levitas, basada en el libro del mismo nombre de Aileen Mioko Smith y Eugene Smith. La película está protagonizada por Johnny Depp (quien también la produjo) como Smith, un fotógrafo estadounidense que documentó los efectos del envenenamiento por mercurio en los ciudadanos de Minamata (Kumamoto, Japón).
La película se estrenó en el Festival Internacional de Cine de Berlín el 21 de febrero de 2020.

## Reparto
- Johnny Depp como W. Eugene Smith
- Akiko Iwase como Masako Matsumura
- Katherine Jenkins como Millie
- Bill Nighy como Robert Hayes
- Minami como Aileen Mioko Smith
- Tadanobu Asano como Tatsuo Matsumura
- Ryo Kase como Kiyoshi
- Hiroyuki Sanada como Mitsuo Yamazaki
- Jun Kunimura como Junichi Nojima
- Yosuke Hosoi como Daiki
- Lily Robinson como Diandra
- Masayoshi Haneda como Enforcer
- Tatsuya Hirano como guardaespaldas
- Kenta Ogawa como paciente
- Shunsuke Okubo como hombre japonés
- Koji Ono como hombre de compañía
- Bombardero Hurley Smith como Chris Lee
- Kotaro Suzuki como miembro de la Junta Central de Contaminación
- Tatsuya Tagawa como ejecutivo
- Ana Trkulja como budista japonesa en protesta
- Ali Shams Noraei como Sr. Noraei

## Producción
El 23 de octubre de 2018, se anunció que Johnny Depp protagonizaría la película dramática como el reportero gráfico Eugene Smith y la película sería escrita y dirigida por Andrew Levitas.
La filmación comenzó en enero de 2019, con Bill Nighy, Minami Hinase, Hiroyuki Sanada, Tadanobu Asano, Ryo Kase y Jun Kunimura uniéndose al elenco. El rodaje tuvo lugar en Japón, Serbia y Montenegro.

## Estreno
Tuvo su estreno mundial en el Festival Internacional de Cine de Berlín el 21 de febrero de 2020. En octubre de 2020, MGM, a través de su relanzamiento de American International Pictures, adquirió los derechos de distribución de la película en Estados Unidos y Vertigo Releasing en el Reino Unido. Se programó para un estreno el 5 de febrero de 2021 y el 12 de febrero de 2021, respectivamente, pero estos se pospusieron para el 13 de agosto y una fecha por anunciarse, respectivamente.
El 26 de julio de 2021, Levitas envió a MGM una carta alegando que había decidido "enterrar la película" en respuesta al declive en la imagen pública de Depp, e instando a MGM a darle a la película una distribución y promoción más amplia. Un portavoz de MGM dijo a Deadline: "Minamata sigue estando entre los futuros lanzamientos de AIP y, en este momento, la fecha de lanzamiento de la película en Estados Unidos esta por anunciarse".
La ciudad de Minamata, Kumamoto, se negó a prestar su nombre como partidario de una proyección local celebrada en agosto de 2021 organizada por voluntarios, antes del estreno nacional de la película en Japón en septiembre de 2021. La ciudad le dijo a The Asahi Shimbun que no estaba claro si la película describía los eventos históricos con precisión y si era propicia para disipar la discriminación y los prejuicios contra los pacientes. La prefectura de Kumamoto, por otro lado, apoyó la proyección.

## Recepción
Minamata recibió reseñas generalmente mixtas a positivas de parte de la crítica y de la audiencia. En el sitio web especializado Rotten Tomatoes, la película posee una aprobación de 78%, basada en 82 reseñas, con una calificación de 6.3/10 y un consenso crítico que dice: «Conmovedora pero confusa, Minamata rinde tributo desigual a una notable historia de la vida real mejor servida por el tratamiento documental», mientras que de parte de la audiencia tiene una aprobación de 92%, basada en más de 250 votos, con una calificación de 4.5/5.
El sitio web Metacritic le dio a la película una puntuación de 55 de 100, basada en 16 reseñas, indicando "reseñas mixtas o promedio". En el sitio IMDb los usuarios le asignaron una calificación de 7.2/10, sobre la base de 22 000 votos, mientras que en la página web FilmAffinity la cinta tiene una calificación de 6.1/10, basada en 1167 votos.